# Miquel Arteman Cerdà
Miquel Arteman Cerdà   (Barcelona, 16 d'octubre de 1884 - Sevilla, 22 de gener de 1960) fou un pilot de motociclisme, ciclista i dirigent del món del motor català que s'instal·là a Sevilla cap a l'any 1913. Fou també àrbitre i periodista esportiu.
Nascut a Barcelona, el 1906 formà part del comitè fundacional del Mundo Deportivo. Arteman treballà en aquest diari com a periodista especialitzat en ciclisme i motor. El 1909 guanyà, amb una Griffon preparada per ell mateix, la primera edició de quelcom semblant a un campionat d'Espanya de motociclisme, la cursa celebrada al Circuit de Sitges-Baix Penedès anomenada Campionat Motorista espanyol.
Impulsà la creació del Club Deportivo, des d'on treballà a partir del 1910 -juntament amb Narcís Masferrer- per a crear la Volta Ciclista a Catalunya, prova de la qual dirigí les tres primeres edicions (1911, 1912 i 1913). El 1925 participà en la creació d'un club ciclista a Sevilla, on s'havia anat a instal·lar amb la seva família com a representant de la casa automobilística Mercedes. Des d'allà impulsà la primera edició de la Vuelta a Andalucía. Simultàniament exercí com a secretari de la Unió Velocipedista Espanyola. Participà en l'Exposició Iberoamericana de Sevilla dins del pavelló català (1930). També va estar vinculat al món de l'aviació.